# Noël Meyer
Noël Meyer (ur. 20 kwietnia 1988) – południowoafrykański lekkoatleta, który specjalizował się w rzucie oszczepem.
W 2005 zdobył złoty medal mistrzostw świata kadetów w Marrakeszu. Oszczepem o wadze 700 gramów uzyskał wówczas wynik 80,52. Uczestnik mistrzostw świata juniorów w Pekinie (2006) gdzie uplasował się na 10. pozycji w finale. Także w 2006 wygrał mistrzostwa Afryki w kategorii juniorów. Rekord życiowy: 75,19 (15 lipca 2006, Réduit).